# Ristijärvi (sjö i Ristijärvi, Kajanaland)
Ristijärvi är en sjö i kommunen Ristijärvi i landskapet Kajanaland i Finland. Sjön ligger 134,3 meter över havet. Den är 14,76 meter djup. Arean är 3,75 kvadratkilometer och strandlinjen är 21,81 kilometer lång. Sjön  ingår i Uleälvens huvudavrinningsområde.   Den ligger omkring 37 kilometer nordöst om Kajana och omkring 510 kilometer norr om Helsingfors. 
I sjön finns ett system av åsar sydväst om Emäjokis utflöde. Åsarna utgör långsträkta öar och halvöar, bland andra Koirankieli och Isosaari. Söder om Ristijärvi ligger Ristijärvi tätort. Nordöst om Ristijärvi ligger sjön Tenämä.